# Per Sefland

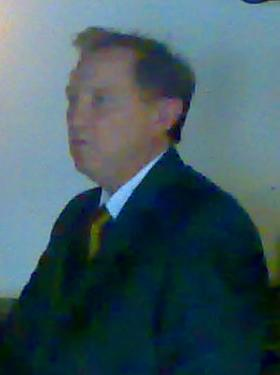
Per Sefland

Per Sefland (ur. 1949), były gubernator (norw. sysselmann) Svalbardu, arktycznego archipelagu wysp administrowanego przez Norwegię. Stanowisko obejmował od 1 października 2005 do 16 września 2009. Jego następcą został Odd Olsen Ingerø.
Z wykształcenia jest prawnikiem (dyplom otrzymał w 1975 roku). Ukończył także Akademię Obrony Narodowej (norw. Forsvarets Høgskole) i NATO Defense College w Rzymie. W latach 1984–1997 pełnił obowiązki szefa policji dystryktu Nordmøre. W tym czasie pracował też jako adwokat i współpracował z wojewodą (norw. fylkesmann) w prowincji Møre og Romsdal. W latach 1997–2003 Per Sefland był szefem Służb Wywiadowczych Policji (norw. Politiets Overvåkingstjeneste), które w 2001 zostały przekształcone w Służby Bezpieczeństwa Policji (norw. Politiets Sikkerhetsstjeneste). Od 2003 piastował stanowisko szefa policji w Komendzie Głównej Policji (norw. Politidirektoratet), pracował też nad projektami Ministerstwa Sprawiedliwości (norw. Justisdepartementet). 